# Janetschekbrya arida
Janetschekbrya arida är en urinsektsart som beskrevs av Christiansen och Bellinger 1980. Janetschekbrya arida ingår i släktet Janetschekbrya och familjen brokhoppstjärtar. Inga underarter finns listade i Catalogue of Life.